# Bitwa pod Jedlińskiem
Bitwa pod Jedlińskiem (i Jankowicami, także bitwa pod Jedlińskiem – Jankowicami) – starcie zbrojne, które miało miejsce 11 czerwca 1809 roku.
Oddziały generała Józefa Zajączka stanęły naprzeciwko silniejszego liczebnie korpusu generała Macieja Mondeta (Austria). Pomimo dzielnej walki Polaków, lecz wobec znaczącej przewagi przeciwnika polskie oddziały poniosły porażkę i musiały się wycofać.
Przy drodze do Woli Gutowskiej mieści się mogiła poległych.
Bitwa ta była jedyną znaczącą polską porażką w tej wojnie; Nadzieja w swojej biografii Zajączka jasno pisze, że "winę za przegraną ponosi bezwzględnie gen. Zajączek. Nie wypełnił rozkazów księcia Poniatowskiego... nie zdołał zorganizować rozpoznania... cała bitwa sprowadziła się do nieudanej improwizacji."